# Bleu de Gex
Bleu de Gex (còn gọi là Bleu du Haut-Jura hoặc Bleu de Septmoncel) là một loại pho mát xanh dạng kem, mềm vừa được làm từ sữa chưa tiệt trùng ở vùng Jura của Pháp.
Món ăn được đặt theo tên của Pays de Gex. Trong quá trình sản xuất, nấm mốc Penicillium roqueforti được cấy vào và các thanh sữa đông chưa rửa được đóng gói lỏng. Sau đó, pho mát được ủ trong thời gian ít nhất là ba tuần. Để đáp ứng những chỉ dẫn của Appellation d'Origine Contrôlée, loại pho mát này chỉ được phép chế biến từ sữa của bò Montbéliard. Bleu de Gex có hương vị mạnh hơn phần lớn các loại pho mát xanh khác của Pháp. Ngoài ra, mỗi miếng pho mát đều được khắc chữ "Gex".

## Chế biến và sản xuất

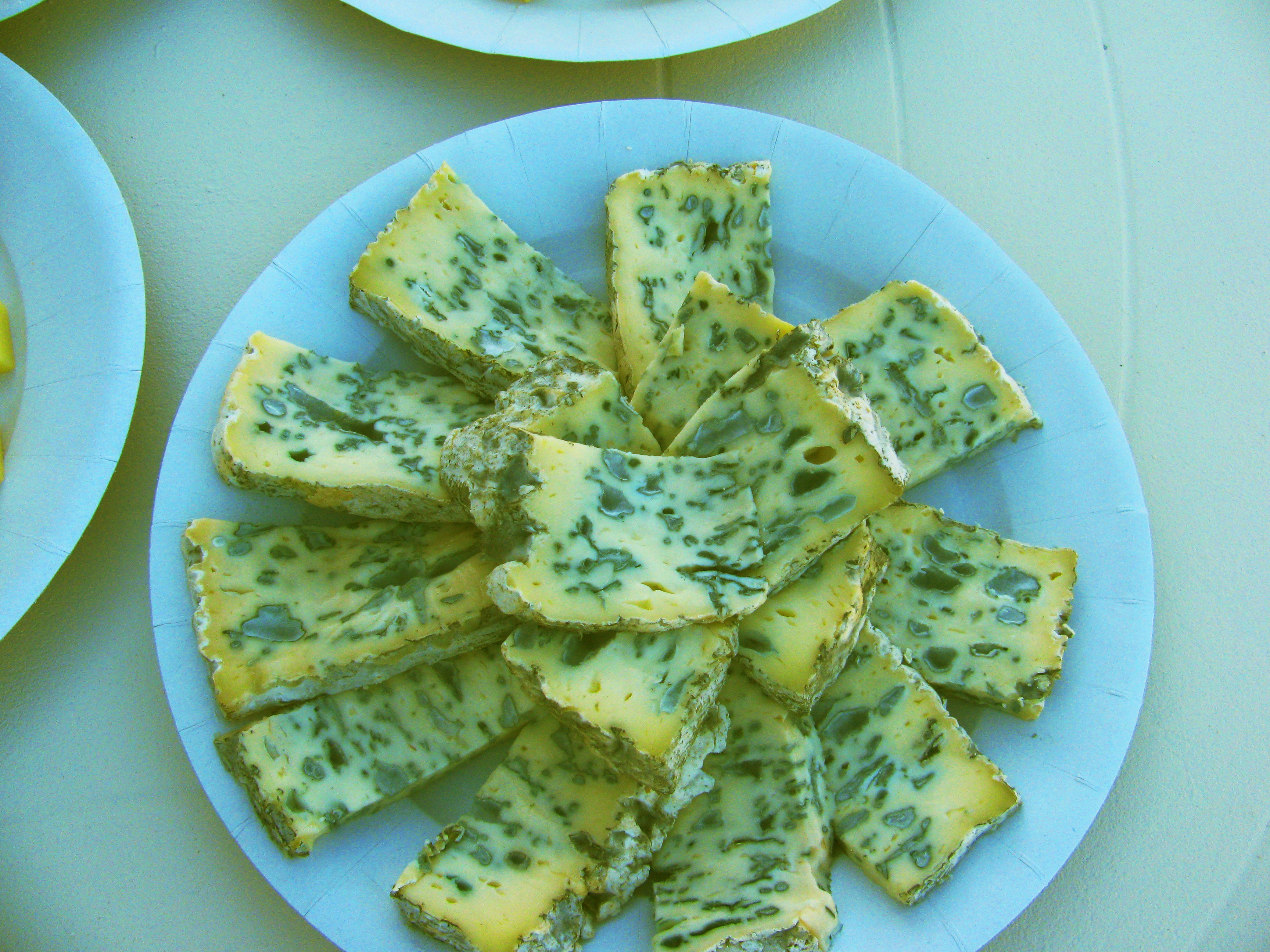
Bleu de Gex

Bleu de Gex được sản xuất bởi 48 nông dân chăn nuôi bò sữa và hai trang trại trái cây của họ, cũng như hai nhà máy sản xuất pho mát thủ công ở Chézery-Forens (Ain), Lajoux (Jura), Les Moussières (Jura) và Villard-Saint-Sauveur (Jura), cung cấp tổng khối lượng sản xuất hàng năm là khoảng 558 tấn.
Đây là một loại pho mát được làm từ sữa bò Montbéliarde hoặc Simmental thô, có dạng sệt màu xanh lam (hoặc xanh da trời), không ép và chưa nấu chín, trọng lượng trung bình 7,5 kg.
Thời gian tiêu thụ lý tưởng của món ăn là từ tháng 5 đến tháng 7, nhưng cũng có thể sử dụng từ tháng 4 đến tháng 11, sau khi tinh chế 2 tháng. Pho mát có thể được đi kèm với các loại rượu làm từ nho già, như rượu vang Bồ Đào Nha.
Sản lượng: 518 tấn năm 1996, 498 tấn năm 1998, 520 tấn năm 2000, 558 tấn năm 2010.
Gex blue chứa 29% chất béo trong thành phẩm (50% trong sản phẩm thô).

## Sản xuất
Khu vực sản xuất độc quyền cho loại pho mát Gex blue thương mại được thành lập theo phán quyết của tòa án Nantua vào ngày 26 tháng 7 năm 1935. Khu vực này kéo dài từ Le Grand-Abergement (Ain) đến Saint-Laurent-en-Grandvaux (Jura). Nó đã được xác nhận bởi một nghị định ngày 20 tháng 9 năm 1977 và đã được hưởng lợi từ AOP kể từ ngày 21 tháng 6 năm 1996. Hiệp hội liên chuyên nghiệp bảo vệ Bleu de Gex Haut-Jura, có trụ sở chính tại Poligny (Jura), tập hợp những nhà sản xuất và những người chế biến loại pho mát này.
Mặt khác, Confrérie des amateurs du Bleu de Gex, có trụ sở chính tại Gex (Ain), đã hoạt động từ năm 1995 để quảng bá loại pho mát này.

## Hình ảnh

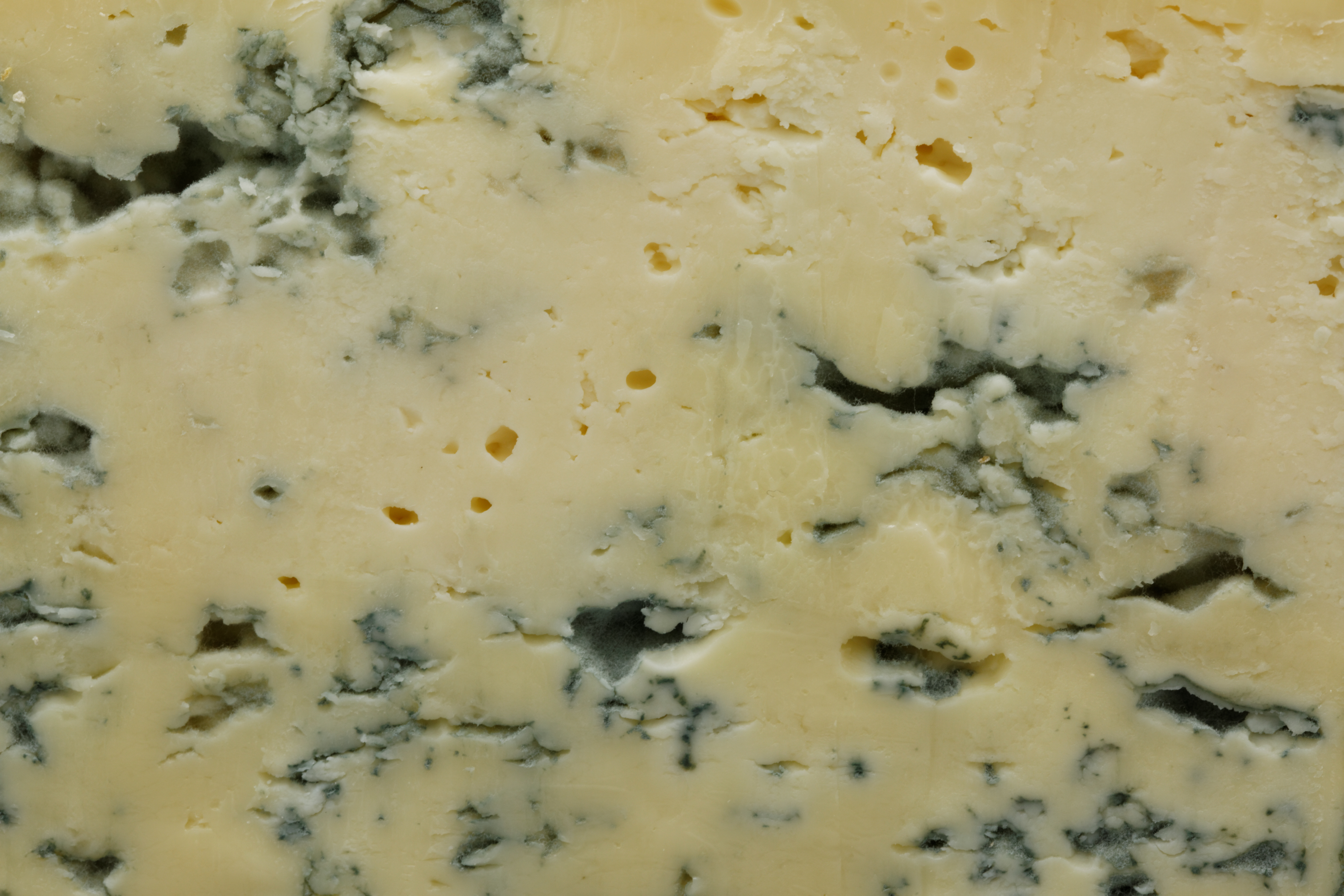
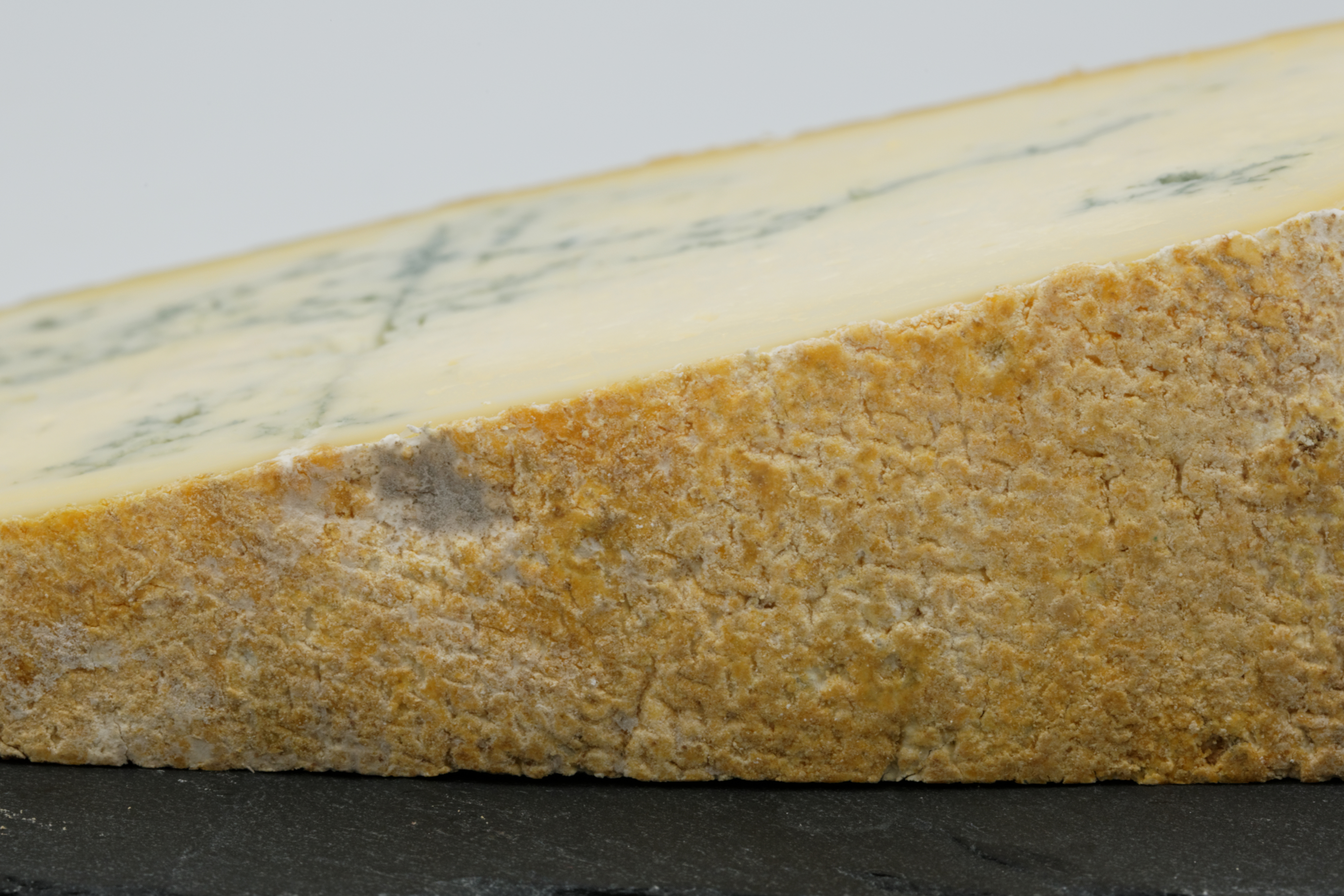
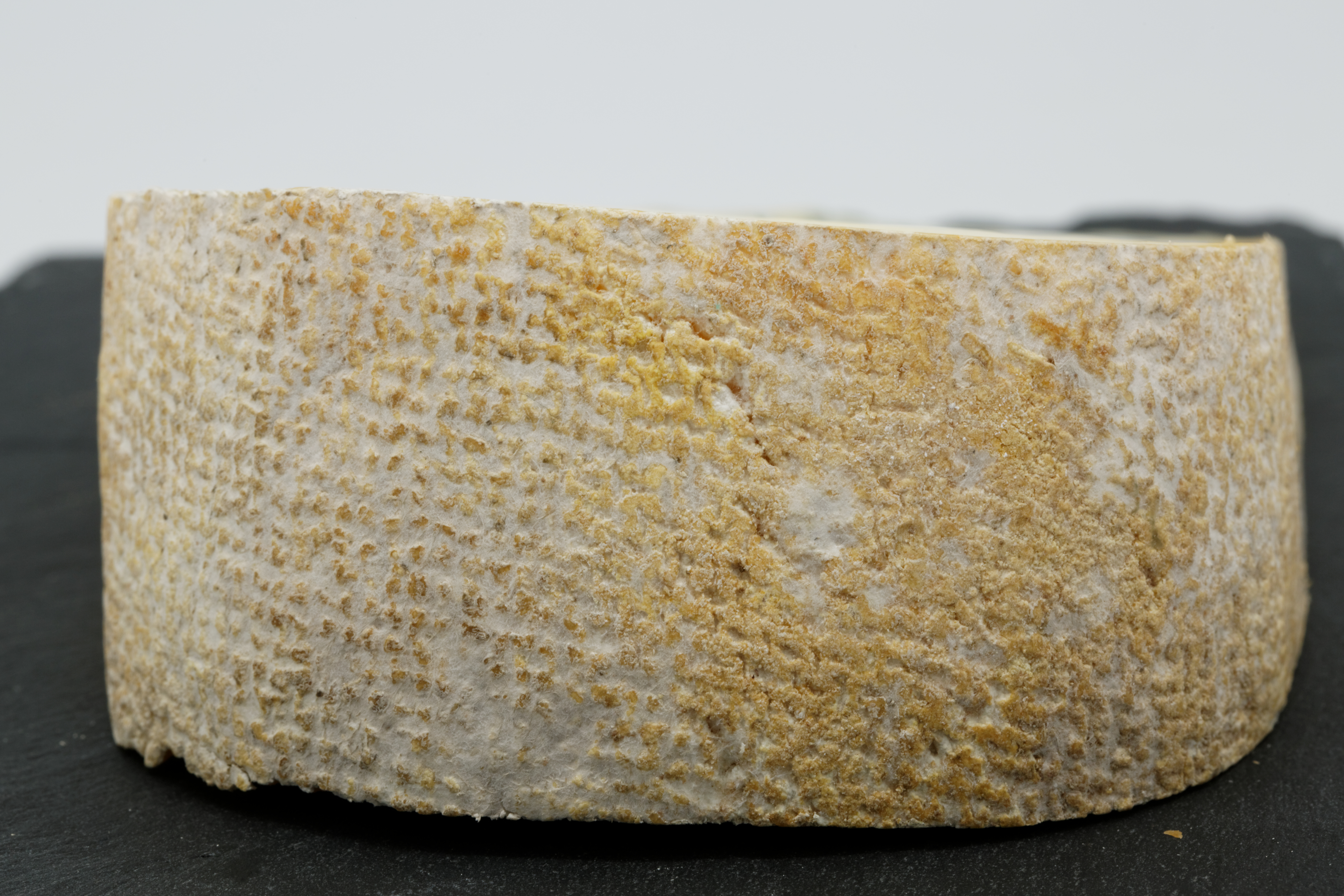

## Sản lượng
|                                 | 2003 | 2011 | 2012 | 2013 | 2014 | 2015 | 2016 |
| ------------------------------- | ---- | ---- | ---- | ---- | ---- | ---- | ---- |
| Tổng sản lượng tiếp thị của AOC | 539  | 445  | 472  | 533  | 470  | 469  | 479  |